# Wincenty Kot
Wincenty Kot z Dębna (Dębno, cerca de 1395 – Uniejów, 14 de agosto de 1448) foi um pseudocardeal polonês da Igreja Católica, que foi arcebispo de Gniezno e Primaz da Polônia. 

## Biografia
Era filho de Mikoéaj Kot e sua esposa, Maégorzata. Ele tinha vários irmãos, incluindo os irmãos Wojciech, Jan e Jakub, decano do capítulo da catedral metropolitana de Gniezno. Era parente de Jan Lutek z Brzezia, bispo de Cracóvia de 1464 a 1471. Seu sobrenome também é listado como Kot Dembicy e como Dambico.
Estudou na Akademia Krakowska, onde obteve bacharelado em 1415. Foi professor na Academia de Cracóvia. Tornou-se cônego das catedrais metropolitanas de Gniezno e Poznań em 1422, além de Custódio da catedral metropolitana de Gniezno em 1432.
Como reconhecimento de suas habilidades e seus conhecimentos, o rei Ladislau II Jagelão da Polônia o nomeou tutor dos príncipes Casimiro e Ladislau.
Foi eleito arcebispo de Gniezno e Primaz da Polônia pelo capítulo da catedral metropolitana em 29 de outubro de 1436, tendo o apoio de seu aluno Ladislau III e sendo confirmado pelo Papa Eugênio IV em 15 de março de 1437. Recebeu a ordenação episcopal em 1 de setembro de 1437 do cardeal Zbigniew z Oleśnicy, bispo de Cracóvia, coadjuvado por Konrad z Oleśnicy, bispo de Wrocław, por Stanisław Ciołek, bispo de Poznań, por Stanisław Pawłoski, bispo de Płck, por Piotr z Podoska, bispo de Lebus e por Jan, O.F.M., bispo titular de Athyra. O rei da Polônia o nomeou legado diante do imperador Alberto II em 1439.
Foi criado cardeal pelo Antipapa Félix V no Consistório de 6 de abril de 1444, recebendo o título de cardeal-presbítero de São Crisógono.
Após a morte de Ladislau III, participou ativamente da vida política polonesa e coroou, na qualidade de Primaz da Polônia, a Casimiro IV Jagelão da Polônia, seu antigo aluno, na Catedral de Wawel, em 1447. Em 2 de outubro desse mesmo ano, resignou-se da dignidade cardinalícia.
Junto com Casimiro IV, realizou uma viagem pela Grande Polônia e o recebeu na Sé em 1448. Ainda tentou sua reconciliação com o Papa Nicolau V. Em maio de 1448, mesmo doente, foi participar do congresso geral em Lublin, onde se opôs às tentativas de rompimento com a Lituânia e, em junho, foi para Uniejów, onde viria a falecer em 14 de agosto de 1448.